# Літературний цикл
Цикл в літературі — ряд літературних творів на загальну або близьку тематику, створений одним автором або однією групою авторів. Спільністю, яка об'єднує ряд творів, може бути, крім теми, також жанр, місце і час дії, персонаж, форма і художній стиль.

Твори циклу, витримані у спільному стильовому ключі, завдяки композиційній єдності набувають додаткової естетичної вартості, сприймаються як новий твір.
Прикладом фольклорних циклів є цикл легенд про короля Артура і лицарів Круглого столу (Артуріана).

Інші відомі цикли:
- «Декамерон» Дж. Боккаччо,
- «Людська комедія» Бальзака,
- «Кримські сонети» А Міцкевича,
- львівський цикл Романа Іваничука («Черлене вино», «Манускрипт з вулиці Руської», «Вода з каменю», «Шрами на скалі»),
- київський цикл Павла Загребельного («Диво», «Первоміст», «Смерть у Києві», «Євпраксія»)